# Сокол (футбольный клуб, Казань)
«Сокол» — российский футбольный клуб из Казани. Основан 12 ноября 2018 года под названием «Смена». С сезона 2024 года выступал в дивизионе «Б» Второй лиги России.

## История
Инициатором создания команды выступил Ильяс Минневалиев, ставший спортивным директором клуба. В команду были приглашены выпускники местных спортивных школ, не попавшие в профессиональные клубы, главным тренером стал Рустем Сабирзянов. День первой тренировки (прошла на стадионе «Мирас») — 12 ноября 2018 года — стал датой основания клуба, который получил название «Смена».
Команда тренировалась и проводила домашние матчи на стадионе «Мирас» одноимённой спортивной школы города Казани, которая вместе с транспортной компанией «Буревестник» стала партнёром клуба. Свой первый официальный матч «Смена» провела 16 декабря 2018 года в рамках зимнего чемпионата Республики Татарстан 2019 года. В дальнейшем стала играть на стадионе «Электрон».
С 2019 года команда стала принимать участие в чемпионате и кубке Татарстана, участвовала в зимних чемпионатах республики, с 2020 года — участник ежегодного турнира Кубок Федерации футбола Республики Татарстан с участием команд ПФЛ (Второй лиги).
В 2022 году после предсезонных зимнего чемпионата республики и кубка ФФРТ клуб был переименован и в чемпионате и кубке Татарстана 2022 года участвовал уже под названием «Сокол».
В 2020 году команда «Смена» выиграла Кубок Татарстана и заняла 3-е место в чемпионате республики. В следующем году выиграла Суперкубок Татарстана. В 2022 году заняла 3-е место в чемпионате Татарстана под названием «Сокол». В 2023 году выиграла чемпионат и кубок республики.
Также в 2023 году участвовала в Кубке МФС «Приволжье», в котором также одержала победу. Это позволило подать заявку на участие во Второй лиге первенства России.
С лета 2021 года в тренерском штабе команды пребывал Сергей Рыжиков, незадолго до этого завершивший карьеру игрока и непродолжительное время успевший поработать в клубе «Красава».
За период выступлений на любительском уровне сформировалось принципиальное соперничество с другим казанским клубом — «Нэфисом».
В декабре 2023 года главным тренером был назначен известный по выступлениям за ЦСКА и сборную России уроженец Казани Евгений Варламов, начинавший карьеру игрока в местной «Идели», а в качестве тренера работавший в системе армейского клуба и тренерском штабе «Кубани».
19 февраля 2024 года клуб получил аттестат для участия в дивизионе «Б» Второй лиги. На сезон 2024 года «Сокол» был заявлен в группу 4.
Команда целенаправленно вела подготовку к первенству, проводя тренировочные матчи на нескольких сборах с января. 12 апреля, накануне старта первенства Второй лиги в группе 4, в СМИ стали появляться сообщения о предстоящем закрытии клуба из-за многомиллионных долгов, при этом на прошедшей за день до этого пресс-конференции с участием спортивного директора клуба Ильяса Минневалиева, главного тренера Евгения Варламова и капитана команды Наиля Замалиева о проблемах не сообщалось. После появления информации о закрытии клуб также ничего не сообщал, закрыв при этом комментарии в своих социальных сетях. В день первого матча во Второй лиге, 14 апреля, команду покинул главный тренер Варламов, перейдя в тренерский штаб краснодарской «Кубани». На первый в истории официальный матч в статусе профессионального клуба «Сокол» отправился утром в день игры на автобусе, игру против «Пари НН-2», проходившую в Нижнем Новгороде на стадионе «Локомотив», «Сокол» выиграл со счётом 1:0, мяч забил Павел Соломатин.
По окончании первого круга в группе 4 дивизиона Б Второй лиги «Сокол» занимал треть место, но у клуба не было средств для продолжения выступления в соревнованиях. Уже по ходу первого круга команду покинул один из ее лидеров центральный защитник Роман Ткачук, а в перерыве между кругами - лучший бомбардир Павел Соломатин, забивший девять мячей в 13 матчах. 5 июля объявление о продаже профессионального футбольного клуба было выставлено на площадке «Авито», но уже на следующий день снято. Вскоре после этого клуб объявил о том, что у него новый инвестор - IT-компания Urban Univercity. Президентом клуба стал казанский предприниматель Тимур Калимуллин. 15 июля на сайте клуба было объявлено о том, что главным тренером «Сокола» назначен Сергей Рыжиков, уже работавший с командой в 2021-2022 годах.
18 сентября 2024 года клуб объявил об отставке Рыжикова с поста главного тренера: за два месяца работы он провел с «Соколом» восемь матчей первенства, в которых одержал три победы, дважды сыграл вничью и трижды проиграл. Причиной отставки руководитель клуба Тимур Калимуллин назвал неудовлетворительные результаты: за весь первый круг «Сокол» проиграл лишь однажды. Кроме того, с Рыжиковым «Сокол» выбыл из Кубка России-2024/25, уступив во втором раунде Пути регионов кировскому «Динамо». 20 сентября клуб объявил о том, что на должность главного тренера назначен Евгений Варламов, с декабря 2023-го по апрель 2024 года готовивший «Сокол» к дебюту во Второй лиге Б.
В январе 2025 года клуб снова был выставлен на продажу за цену 5,6 млн рублей. В мае 2025 года был выставлен на продажу в третий раз.
2 июля 2025 года клуб объявил о том, что матч против «Крыльев Советов-2» на стадионе «Трудовые резервы» 6 июля может стать последним в истории клуба из-за отсутствия финансов. 15 июля спортивным директором клуба Ильясом Минневалиевым было объявлено о снятии «Сокола» с первенства и кубка России.

## Спонсоры
Ранее основным спонсором «Сокола» была группа компаний «Сокол», занимающаяся грузоперевозками. Эта компания не смогла обеспечить финансовую стабильность клуба, что привело к многомиллионным долгам и риску закрытия команды,. В результате руководство клуба приняло решение о поиске нового спонсора и даже выставило клуб на продажу через платформу Avito, чтобы привлечь внимание к своим финансовым трудностям,.
С 2024 года спонсором клуба является компания ООО «Эдэкс», которая зарегистрирована в городе Иннополис в 2023 году и занимается образовательными платформами Urban Academy, Urban kids, Skillplace. ООО «ЭдЭкс» приобрела футбольный клуб «Сокол» за 5 млн рублей, несмотря на то что её убытки на тот момент составляли 27,6 млн рублей.
Новый спонсор футбольного клуба «Сокол» попал под внимание Роспотребнадзора в 2024 году: компания не возвращала деньги своим студентам. Речь идёт о пользователях Urban University — образовательной платформы ООО «ЭдЭкс». Как сообщило Зеленодольское отделение Роспотребнадзора, на горячую линию с 15 июля по 2 августа 2024 года поступило 52 звонка, которые касались нарушения срока возврата денежных средств при расторжении договора с компанией. В результате обращения в Роспотребнадзор ООО «Эдэкс» выплатило более 4,8 млн рублей за неоказанные образовательные услуги.

## Результаты
| Сезон             | Чемпионат Татарстана | Кубок Татарстана | Другое |
| ----------------- | -------------------- | ---------------- | --- |
| 2019              | 5-е место из 10      | 1/8 финала       | 4-е место (из 14) в зимнем чемпионате Татарстана (2018/19) |
| 2020              | 3-е место из 16      | победитель       | 4-е место (из 16) в зимнем чемпионате Татарстана (2019/20). 6-е место (из 6) в Кубке Федерации футбола Республики Татарстан |
| 2021              | 5-е место из 12      | 1/4 финала       | 1-е место (из 16) в зимнем чемпионате Татарстана (2020/21). 1-е место (из 6) в Кубке Федерации футбола Республики Татарстан. Победитель Суперкубка Татарстана                                                                                              |
| 2022              | 3-е место из 13      | 1/4 финала       | Полуфинальный этап (казанская зона) в зимнем чемпионате Татарстана (2021/22). 3-е место (из 6) в Кубке Федерации футбола Республики Татарстан |
| 2023              | 1-е место из 11      | победитель       | 2-е место (из 16) в зимнем чемпионате Татарстана (2022/23). 2-е место (из 6) в Кубке Федерации футбола Республики Татарстан. Поражение в Суперкубке Татарстана. Победитель Кубка МФС «Приволжье». 3-е место (из 6) в финальном турнире Кубка III дивизиона |
| 2024              | —                    | —                | 1-е место (из 6) в Кубке Федерации футбола Республики Татарстан |
| 1.                |                      |                  | |
| Комментарии 1. 2. |                      |                  | |

| Первенство | Первенство                        | Первенство | Первенство | Первенство | Первенство | Первенство | Первенство | Первенство | Кубок     | Примечания       |
| Сезон      | Лига                              | Место      | И          | В          | Н          | П          | Мячи       | О          | Кубок     | Примечания       |
| ---------- | --------------------------------- | ---------- | ---------- | ---------- | ---------- | ---------- | ---------- | ---------- | --------- | ---------------- |
| 2024       | Вторая лига, дивизион Б, группа 4 | 4 из 14    | 26         | 12         | 10         | 4          | 49-35      | 45         | 2-й раунд |                  |
| 2025       | Вторая лига, дивизион Б, группа 4 | 13 из 14   | 13         | 2          | 1          | 10         | 8-23       | 7          |           | после 1-го круга |